# 富豪超級奧林匹克
富豪超級奧林匹克巴士（英語：Volvo Super Olympian），官方又名富豪B10TL巴士（Volvo B10TL），又譯富豪超級奧林比安巴士，香港巴士迷稱短豬/豬扒（取其名－Super諧音），是富豪車廠生產的低地台雙層巴士。

## 概要
富豪巴士的主要競爭對手丹尼士車廠，於1997年大量生產丹尼士三叉戟低地台雙層巴士底盤，並在香港得到大量訂單，當時富豪車廠亦正在研發新一代低地台雙層巴士（即後來的富豪B9TL）與之競爭，但開發進度出現嚴重滯後（有傳是因為引擎問題而未能成功）。面對丹尼士車廠以其新開發的低地台雙層巴士在市場發動來勢洶洶的攻勢，富豪巴士為了保持市場佔有率，特別是香港和新加坡，於是決定以現有的三軸版富豪奧林比安為基礎，改進為低地台巴士，富豪巴士希望籍此盡快提供低地台雙層巴士底盤，減小新一代車型延遲推出所帶來的衝擊。起初此車型稱為超級奧林比安（Super Olympian），後來才根據富豪巴士的命名方式改稱為B10TL，此車型可視為奧林比安系列的一個延續。B10TL低地台巴士於1998年正式面世，取代於1993年起生產的三軸版富豪奧林比安巴士。

## 設計

### 底盤構造
B10TL巴士底盤配合低地台設計，上、落車門均不設梯級。富豪巴士為了節省B10TL的開發及製造時間，於是大量應用現成的組件。底盤的前半部設計主要來自同廠的B10BLE低地台單層巴士，底盤的後半部包括中軸及後軸，則沿用奧林比安系列的底盤設計。要把富豪超級奧林比安改為低地台巴士的其中一個重點，便是把引擎散熱水箱移離原本有助散熱的車頭，又能保持良好的引擎散熱，並且沿用富豪奧林比安的動力組合以節省開發時間。由於B10TL的底盤須要配合低地台設計，引擎散熱水箱無法像前代的富豪奧林比安設於車頭位置，車尾安裝富豪D10A引擎及變速箱後已經沒有多餘空間，引擎室的上方則需要預留加裝空調系統，所以車尾已沒有空間容納散熱水箱。因此引擎散熱水箱的位置，便從原來富豪奧林比安巴士的車頭遷移到右邊車身的側面。12米版本的散熱水箱被設置於前軸後方，即連接上下層車廂樓梯的底部。10.6米版本的同樣設於底盤右側，位置在中軸的前方。至於壓縮風缸不論是12米或10.6米的版本，都設於車身樓梯的上半部位置。B10TL底盤除了因應低地台巴士設計，而把車身前半部的機電組件遷移位置外，底盤的後半段及其他設備，都跟之前的「富豪奧林比安」幾乎一樣，巴士底盤也因為沿用富豪D10A引擎而名為B10TL。

### 動力配備
為了節省B10TL的開發時間，因此不能對奧林匹克沿用的動力組合作大幅改動，B10TL的動力系統維持富豪奧林匹克的橫置式佈局，引擎也沿用富豪自家品牌的D10A柴油引擎，最大輸出馬力則從245匹提升至285匹，扭力亦從1050Nm（107Kgm）增至1220Nm（124Kgm），經改進後的D10A引擎達到歐盟二期排放規格。B10TL的波箱可選用德國ZF的Ecomat或福伊特的DIWA全自動波箱。雖然富豪D10A引擎的最大輸出馬力增至285匹，但因為主要競爭對手丹尼士三叉戟三型及Neoplan Centroliner選配的康明斯M11引擎可輸出305匹馬力，B10TL的引擎馬力仍然比其主要對手遜色，令B10TL仍如同前代的富豪奧林匹克，較適宜行駛地勢較為平坦的道路，但是香港山多平地少，B10TL在實際使用上是很難避免行駛「大上大落」的路線，例如九龍巴士的64K、171、118及新世界第一巴士的82等，面對這些有大斜路的路線，B10TL的上斜表現明顯不及丹尼士三叉戟三型及Neoplan Centroliner，後期版的三叉戟三型更換上馬力達335匹的康明斯ISMe引擎，B10TL的上斜表現更是相形見拙。

### 懸掛及制動
奧林匹克系列的三軸版本原本具有特設的中軸同步輔助轉向功能，需要配合低地台設計的B10TL底盤則因為空間限制而棄用，同時為了降低車身地台的高度而換用直徑較小的車輪，上一代奧林匹克使用11R22.5（驅動軸）及295/80R 22.5（頭軸及中軸），超級奧林匹克的輪胎統一使用275/70R 22.5，原廠為巴士前軸的車軨選用美國鋁業供應的產品。B10TL全部車軸都配備有電子控制的氣墊懸掛系統，懸掛系統能夠根據行車狀態調節車身的高度，增強巴士行車時的穩定性。相比起競爭對手丹尼士三叉戟三型採用傳統的機械平衡系統，B10TL的懸掛系統較為先進，在行車平穩度方面也有較佳表現。B10TL的前軸具有降低車身高度的功能，配合設於車門的斜板方便輪椅進出巴士。此外，B10TL是少數在前軸採用獨立懸掛系統設計的城市巴士，可進一步提升巴士在不同路況的行車穩定性，但前軸的構造較傳統設計複雜。B10TL的剎車系統配有ABS功能，能夠提升巴士剎車時的操縱性。

### 底盤生產
B10TL的底盤提供3個不同長度的版本，分別是10.6米、11.3米和12米。12米是主要的生產版本，10.6米只有香港九龍巴士採購，11.3米因為沒有買家採購而沒有生產。早期的B10TL底盤於蘇格蘭歐文的廠房製造，後來富豪車廠於2000年中整合旗下巴士生產線，把B10TL底盤轉移到位於波蘭弗羅茨瓦夫的廠房生產。

### 車身
B10TL的生產年期雖然只有短短6年，總產量只有847輛，且只有香港的九龍巴士和新世界第一巴士，以及新加坡的新捷運採購，但B10TL的車身供應卻相對多元化，初期分別有蘇格蘭的亞歷山大車身廠的ALX500及澳洲傲群的CR223LD，後期位於北愛爾蘭的萊特巴士也為九龍巴士的B10TL供應Explorer車身。九龍巴士最後期採購的12米版B10TL，不但是九龍巴士首次採用萊特巴士供應的車身，更是首次在標準寬度2.5米的B10TL底盤裝配寬2.55米的車身。由於原裝的引擎室外殼跟萊特巴士Explorer車身的寬度有所差異，於裝配車身時需要拆除，並將引擎室外殼作為萊特巴士Explorer車身的一部分。這批採用2.55米寬萊特巴士Explorer車身的B10TL，從2003年起陸續交付九龍巴士，為數共100輛。而新加坡的分別有澳洲傲群的CR223LD和新加坡本土的康福德高車身提供。

## 應用

### 香港

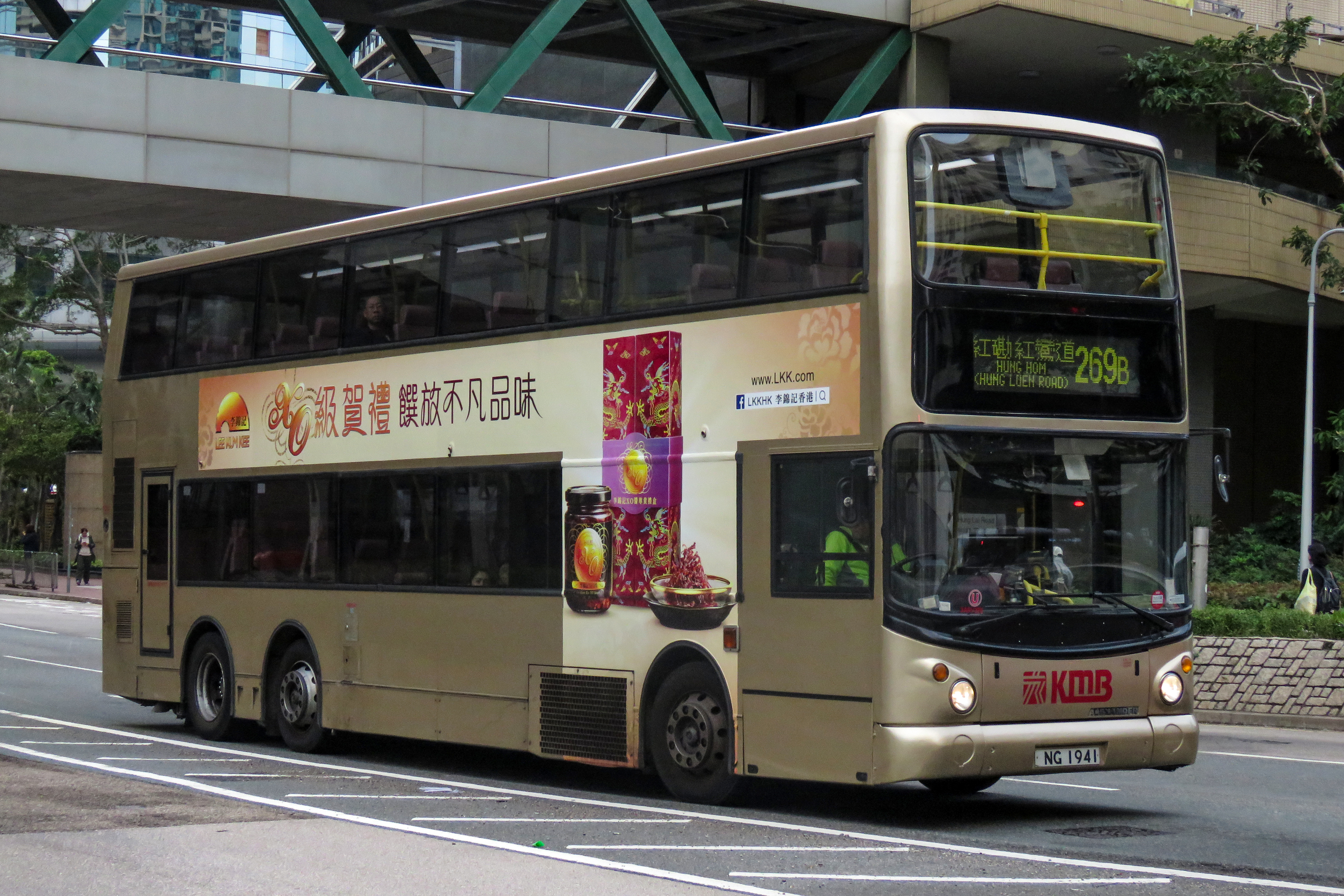
九龍巴士亞歷山大ALX500車身的12米富豪超級奧林匹克巴士

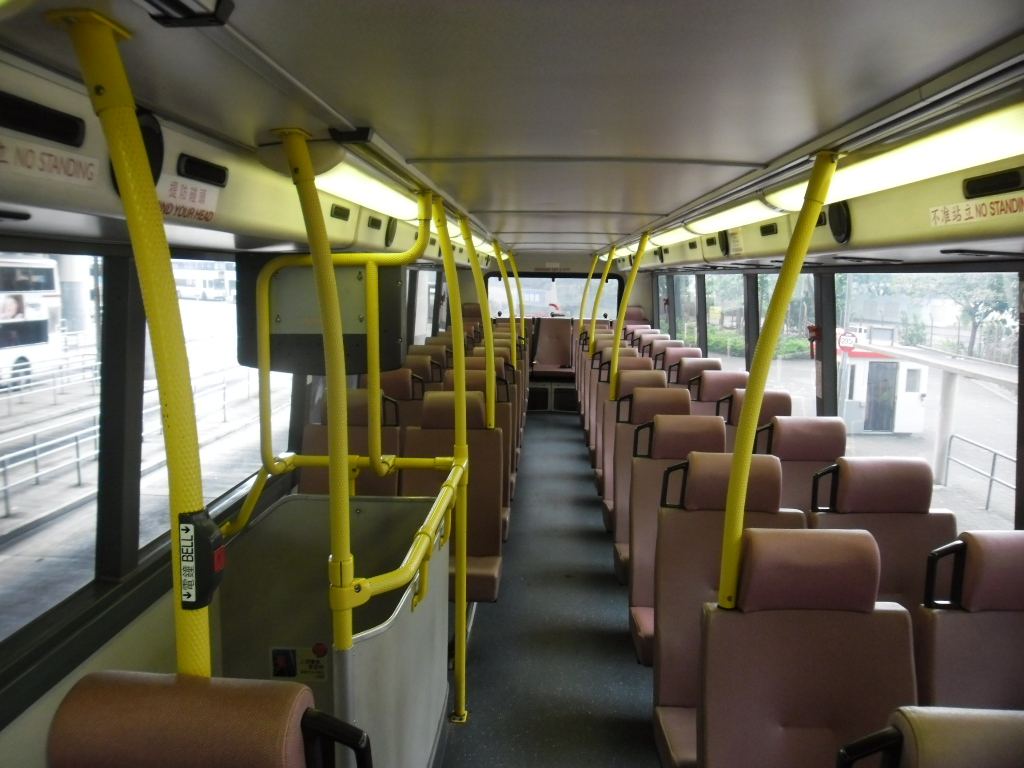
12米富豪超級奧林匹克巴士內貌

1998年亮相的B10TL雖然只是比丹尼士三叉戟三型遲了兩年面世，可是B10TL的主要市場香港，因為需要準備香港國際機場的搬遷，早就對新型低地台雙層巴士有殷切需求，率先面世的丹尼士三叉戟型明顯早著先機拿下多數訂單，遂成為香港三家主要專利巴士公司更新車隊的主力，也令富豪巴士未能延續奧林比安系列自利蘭時代的產量優勢，銷量被丹尼士車廠的三叉戟超越。不過在1998年中巴被香港政府撤銷專營權，新世界第一巴士投得中巴路線的專營權後，決定全面更新繼承自中巴的老舊車隊，加上港府亦鼓勵引入低地台巴士發展無障礙交通，而且B10TL沿用大量現成組件在維修保養方面也有優勢。此外，主要競爭對手丹尼士車廠當時受規模所限，生產能力不足以短時間內完成多筆訂單，例如新加坡巴士於1998年初訂購的20輛三叉戟型，首輛要延遲至2001年才投入服務，令不少訂單流入富豪巴士手上，所以失去先機的B10TL在香港仍然取得數量不俗的訂單。
B10TL於1998年新推出時採取歐盟二期規格，2010年代此排放標準已經過時，香港政府於2015年12月在中環、銅鑼灣及旺角的道路設立「專營巴士低排放區」，並資助專利巴士公司為現有車型加裝催化還原器減輕全面汰換舊車的成本壓力，九龍巴士及新世界第一巴士都透過政府資助為B10TL加裝尿素裝置，把排放標準提升至歐盟四期水平，因此B10TL可在途經低排放區的路線繼續行駛，直至2019年12月31日低排放區排放標準提升為歐盟五型為止。

#### 九龍巴士
九龍巴士擁有3款不同車身的富豪超級奧林匹克巴士，分別配亞歷山大ALX500車身、Volgren CR223LD車身及Wrightbus車身。當時九龍巴士官方被俗稱為「世紀巴士」，以表示此款巴士為2000年這個新世紀而設。

##### 3ASV1-2、4-61
九龍巴士自1999年8月開始引入此型號巴士，連同樣板車引入首批為數61輛12米，並給予車隊編號3ASV（3-axle Air-con Super Volvo），公司內部車型代號為F04，代表為九龍巴士之第四款富豪製造的巴士車型。這批巴士全數裝配英國亞歷山大的ALX500車身，依舊採用塑膠路線顯示板。機件方面採用富豪D10A-285歐盟二型引擎配搭ZF Ecomat 4HP590四前速波箱，全車座椅採用Lazzerini有頭枕窄版座椅。本批車輛於1999年8月12日起陸續投入服務。
2015年，九龍巴士開始為本批巴士其中2輛（3ASV57/JH3006及3ASV59/JH3666）試驗加裝AdBlue，使車輛的排放水平提升至歐盟四期標準。曾有九龍巴士車長反映這兩部巴士安裝AdBlue系統後行車表現差强人意，而九龍巴士其後亦未有為其餘59部同批巴士加裝有關系統。

##### 3ASV3
九龍巴士引入首批61部富豪超級奧林比安巴士當中包含樣板此車輛。這輛巴士機件及車身配搭上與首批量產巴士相近，同樣裝配英國亞歷山大的ALX500車身，採用塑膠路線顯示板，機件方面採用富豪D10A-285歐盟二型引擎配搭ZF Ecomat 4HP590四前速波箱。唯一較大差別的是此車座椅採用Lazzerini有頭枕闊版座椅，與隨後購入配備電子路線牌批次相同。
此車於1999年8月12日出牌投入服務，獲發車牌JE1672，底盤編號為YV3S1E116XC050003。此車投入服務初期並未有改用同批車輛款式的倒後鏡，而是使用亞歷山大車身廠原裝與新世界第一巴士同款巴士的大型鏡臂，並配有城巴標準的方形倒後鏡殼。

##### 3ASV62-141
九龍巴士其後加訂兩批為數80輛12米版本富豪超級奧林匹克，機件方面繼續採用富豪D10A-285歐盟二型引擎配搭ZF Ecomat 4HP590四前速波箱。本批車輛起上層改用Lazzerini有頭枕闊版座椅。由3ASV62起，九龍巴士所有富豪超級奧林比安巴士均配HANOVER電子路線顯示牌。
3ASV78/JP6375為第3000部九巴裝上亞歷山大車身，九龍巴士曾為此車披上寫着 "Alexander 3000" 字樣的全車身廣告作紀念。
從3ASV92起，右側尾部引擎蓋設有額外散熱網。
3ASV140/JZ5727投入服務時實驗性採用雙層玻璃，因車身重量上升而令減少2個企位至38人，總共載客量亦因而編成130人。雖然後期九龍巴士已為其移除雙層玻璃與其他同款巴士看齊，但企位仍然維持38個。
本批車輛中最後一部（3ASV141/JZ6467）改用D10A-285 EM-EC01歐盟三型引擎配搭ZF Ecomat 5HP590五前速波箱，為九龍巴士車隊中首部搭載歐盟三型引擎的巴士，投入服務前至投入服務初期曾披上全車身廣告作宣傳。此車車身配搭上較為接近3ASV62-140，但亦有部分零件較為貼近後期歐盟三期批次（如兩邊車身冷氣機組維修蓋擴大等），成為此車特別記認。
2015年，九龍巴士開始為本批巴士其中2輛（3ASV116/JW3790及3ASV117/JW4166）試驗加裝AdBlue，使車輛的排放水平提升至歐盟四期標準，但九龍巴士其後未有為同批其餘78部巴士加裝有關系統。

##### 3ASV142-492

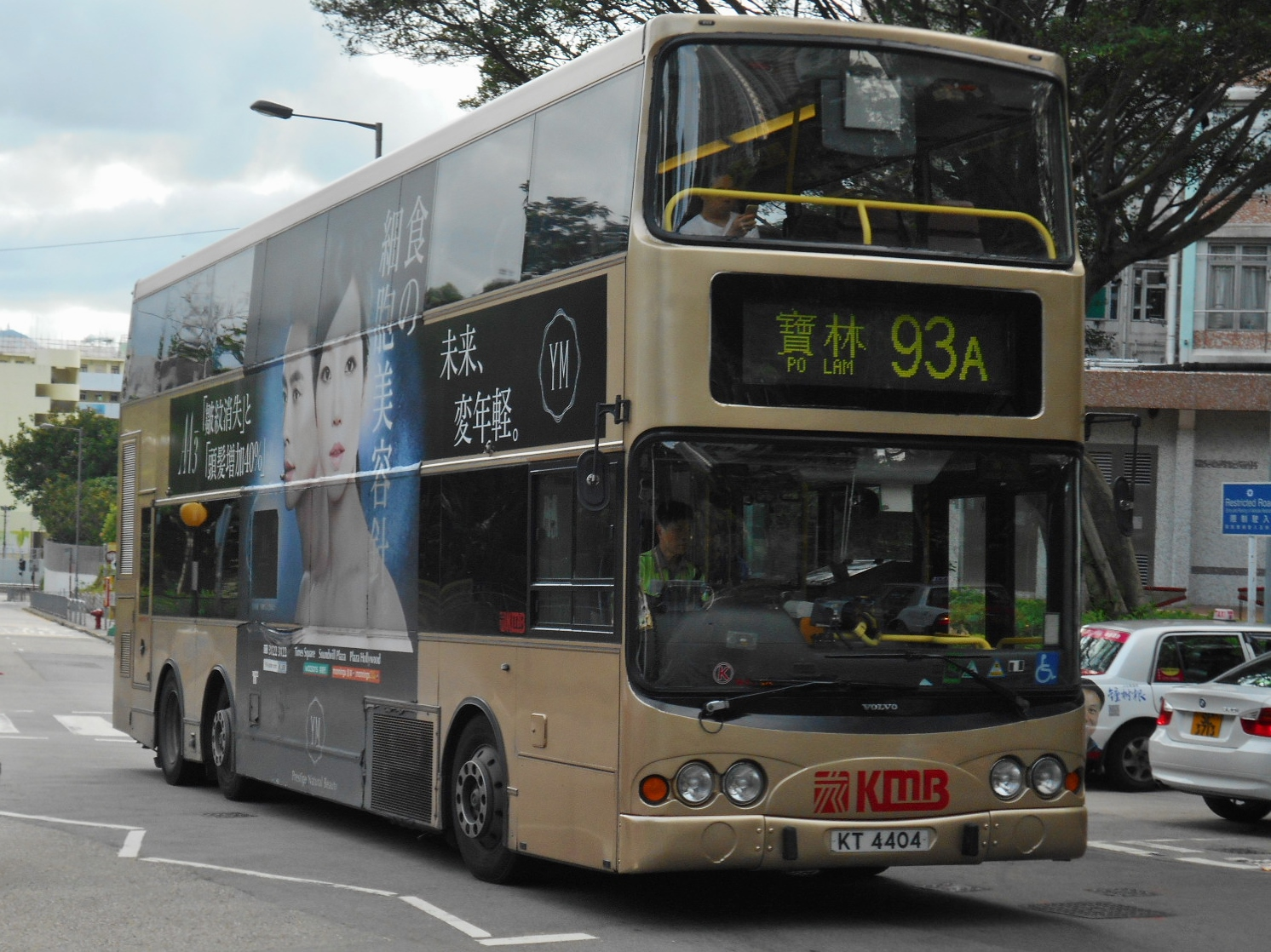
九龍巴士配傲群（Volgren）CR223LD車身的12米富豪超級奧林比安巴士

其後，九龍巴士再分數批加訂合共351輛12米版本富豪超級奧林匹克。此批巴士與3ASV141/JZ6467一樣採用富豪D10A-285 EM-EC01歐盟三型引擎配搭ZF Ecomat 5HP590五前速波箱，減低廢氣中的有害物質含量。外觀上亦與歐盟二期車輛有些少細微改動，較為明顯的是改用新款太平門及頭軸換上Alcoa美國鋁業合金車輪等等。為加快新車出牌速度，歐三版的B10TL巴士底盤，分別同時在香港九巴屯門車廠、英格蘭的亞歷山大車身廠、以及廈門的車身裝配廠安裝亞歷山大設計的ALX500車身。
本批巴士中亦有21部改用澳洲Volgren廠CR223LD車身，座椅改用Vogelsitze出品。唯在九龍巴士要求下，內籠佈局及載客量與配搭ALX500相同。配上Volgren樣板車身的巴士較其他巴士早到達香港，予九龍巴士作為檢查、回饋改進其餘20部同款車身巴士，而有關巴士於2002年7月出牌，車隊編號為3ASV403 / KR2701，車頭配有較大VOLVO水牌成為此車記認。其餘20部則於2002年9月起陸續投入服務，配搭Volgren車身的超級奧林比安巴士出牌時曾分佈不同車廠，直至2015年11月起全數由九龍灣車廠統一管理。
本批巴士由2001年6月起陸續投入服務，最後一部投入服務的為3ASV492 / KW1624（底盤編號：YV3S1E11921050758），於2002年12月20日出牌，為全港唯一一部車牌KW開頭的富豪超級奧林比安巴士。
值得一提的是，3ASV432 / KS8042（底盤編號：YV3S1H81321050794）為全港編號最後一塊12米富豪超級奧林比安巴士底盤配上傳統曲梯車身。此車出牌時隸屬九龍灣車廠轄下將軍澳車廠，後期轉到荔枝角車廠。
。由於車輛被分配到不同地方裝嵌，故出現不同款式的車身部件配搭：
- 其中21部（3ASV403、433、434、435、436、441、442、447、451、453、454、456、459、462、466、467、468、470、471、472及474）改用Volgren CR223LD車身及Vogelsitze System 400/6座椅。
- 其中25部（3ASV175、180、184、187、196、199、214、220、221、231、235、254、256、261、265、267、269、271、273、275、280、286、319、323及328）使用Fainsa Cosmic座椅。
- 3ASV332-3ASV492則把上層喇叭由天花遷移至出風口裝設，部分車輛並更換車廂地板。與此同時，冷氣系統改用Denso 2001款式，入風已由拆件式更換為整幅式。由2016年起，此批次（包括上一批次的KJ6092）已陸續更換成白色LED光管。

2015年，九龍巴士為本批巴士其中4輛（3ASV363 / KN8738、3ASV364 / KN9016、3ASV415 / KR8423及3ASV416 / KR8514）試驗加裝AdBlue，使車輛的排放水平提升至歐盟四期標準。2017年試驗結束後陸續為本批其他巴士加裝有關系統，除提早退役的巴士外，其餘全數於2017年底完成安裝。
3ASV291-492於2016年12月全數更換LED光管照明。
因應本批次的車輛將陸續到達退役大限，而新車因在交付過程出現延誤而未能及時頂替，九龍巴士在2020年1月安排部分車輛（3ASV283-294、296、299-303）續牌，無須在屆滿18年車齡強制退役，以確保有足夠巴士數目行走，但同月下旬爆發新冠肺炎，令新車因各口岸實施嚴格出入關檢疫措施而更延遲抵港及交付，同時因公務員及部份企業實施在家工作、全港學校停課、限聚令及限制非本地人士入境香港多個因素影響下，市民出行大幅減少，而影響客量，因此九龍巴士在同年2月至4月削減大部份路線班次及減少出車，令九巴車源緊張問題霎時間得以舒緩，同時，所有12米富豪超級奧林匹克留廠，當中部分車輛（3ASV305-345、366、378、382）更在留廠期間因牌照到期或屆滿18年車齡而直接退役，而當中部分於2002年5月出牌車輛（3ASV346-347、349-350、352-353）無須續牌，其餘則於同年4月20日起陸續復出。同年5月起，因應九龍巴士恢復繁忙時間主流方向的班次，上述續牌車輛陸續退役。
2020年12月17日起，本批巴士只剩下3ASV492 / KW1624一輛仍在服役。因應行車證到期日為2020年12月19日，3ASV492的最終服役日期為2020年12月19日，此車當日曾行走11X、N73、74X、268C、269C、270A、270S和276P等路線。該車原定21:45由尖沙咀麼地道開出81C到達耀安後並回廠退役，九龍巴士再加上安排此車的下一班81C為同日退役的丹尼士三叉戟ATR349 / KW1792，因而吸引大量巴士迷前往尖沙咀麼地道總站與兩車道別，令該總站聚集大量人群，更有巴士迷於開車前兩小時到達等候。3ASV492於麼地道開出時已滿載乘客，令該班81C可不停九龍區大部分分站直接進入獅子山隧道。其後3ASV492到達耀安總站後臨時加走一班85K前往沙田站，才回廠正式退役。當日此車回到九龍巴士沙田車廠時間為23:40，車廠外亦有大量巴士迷等候3ASV492與其道別。自此，九龍巴士492部3ASV現已全數光榮引退。

##### ASV1-49

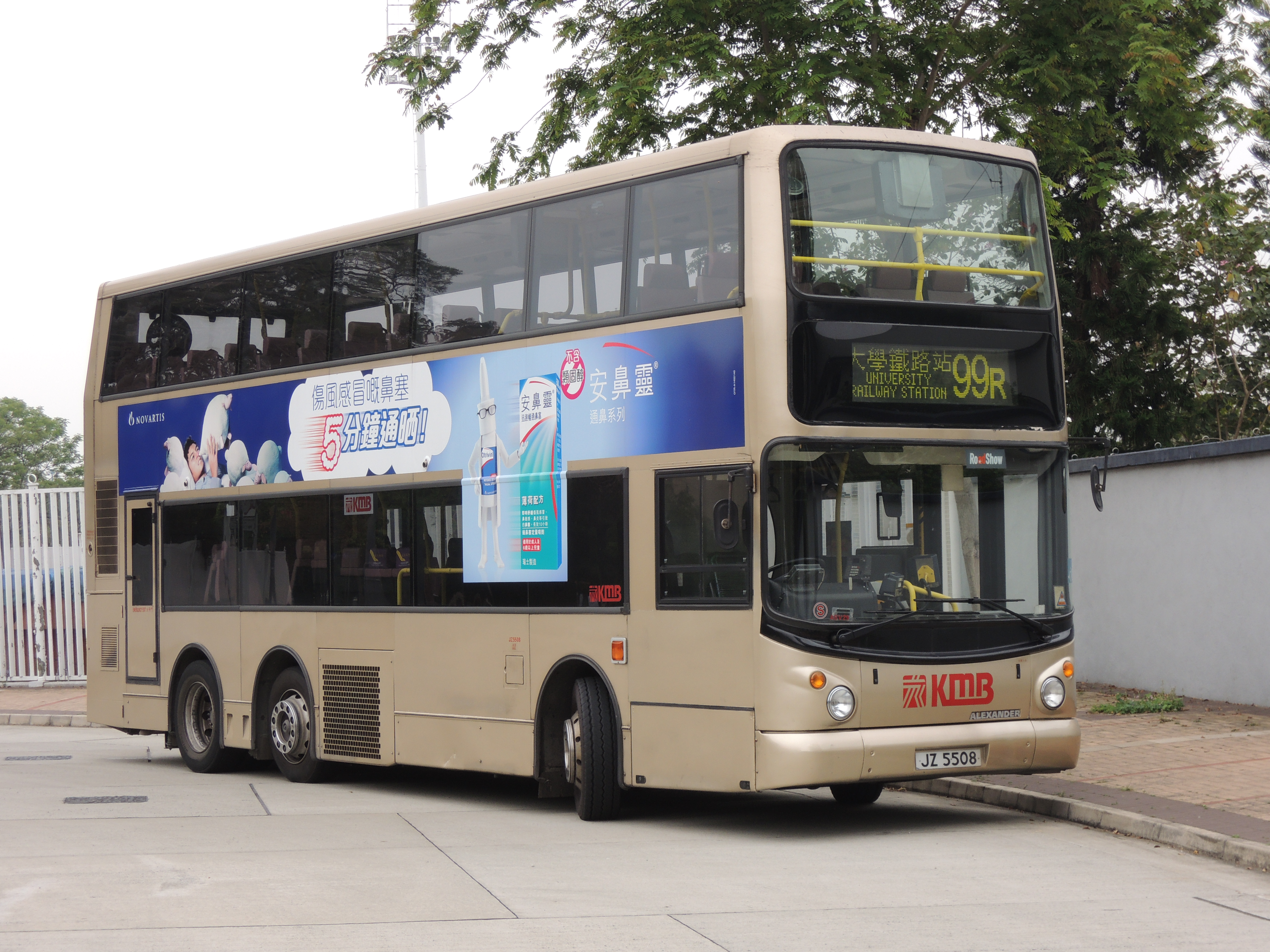
裝上亞歷山大ALX500改良型車身的九龍巴士10.6米富豪超級奧林比安。

九龍巴士於2001年分兩批引入共100輛10.6米版本富豪超級奧林匹克巴士，首批49部採用D10A-285歐盟二型引擎及ZF Ecomat 5HP590五前速波箱，並於2001年2月至5月期間陸續投入服務。因應底盤縮短，底盤佈局比起12米版本有一定改動，水箱由右邊頭軸移後至中軸前。因此內籠佈局亦需遷就而做出改動，中軸前方全為橫向座位，低地台區亦不設座位。
ASV2/JX6859於2018年車身出現問題，因車齡已高而不獲修復提早除牌退役，為本批車輛中首部退役的巴士。
因應專利巴士18年車齡限制，本批巴士於2019年2月起陸續到達退役限期除牌退役，同批中最後服役者為ASV49/KB2508，最後服務日為2019年5月22日。

##### ASV50
九龍巴士一百部ASV之中，第50輛（ASV50）為樣辦車，底盤編號為：YV3S1E114XC050002，為於香港服役的所有奧林比安之中編號最前的一塊底盤，早在1999年出廠。此車採用富豪D10A-285歐盟二型引擎配搭ZF Ecomat 4HP590四前速波箱，為全球唯一一部採用此配搭的10.6米富豪超級奧林比安巴士。此車在港投入服務前曾被運往其他國家以作測試，因而比ASV1-49更遲到達香港。此車最終於2002年10月28號出牌，獲發車牌KU5862，但由於自2001年10月1日起出牌的重型商用車排放標準提升至歐盟三期，而此車只達歐盟二期排放水平，所以運輸署需要作出豁免以容許該車出牌投入服務。
雖然與量產批次同樣配上ALX500型車身，但此車外觀上與量產批次存在些許細位分別：兩邊倒後鏡臂安裝位置較高，車嘴不設ALEXANDER水牌凹槽，中尾軸間亦不設指示燈（但九龍巴士於其投入服務前自行改裝加上），等等。本車亦於2016年全車更換LED光管照明。
踏入2020年，此車成為全港唯一仍在服役中的歐盟二期專利巴士。此車末期雖然掛牌線為81K，但掛牌81K期間從未行走81K線，反而長期借予上水廠行走273系列及77K線等等。本車最後服務日期為2020年10月27日，該日本車與同為最後服務日的其中兩部九龍巴士丹尼士三叉戟10.6米（車隊編號：ATS148、ATS150）一同行走77K線，吸引大量巴士迷前往乘搭及拍攝。隨著本車的退役，象征自此再無歐盟二期專利巴士於香港服役。

##### ASV51-100
九龍巴士隨後引入第二批量產富豪超級奧林比安10.6米巴士。與上一批相比，這批巴士改用D10A-285 EM-EC01歐盟三型引擎，波箱沿用ZF Ecomat 5HP590五前速波箱，其餘配搭與上一批量產車輛大致相同。因當年推出車隊配額制度，九龍巴士由於當年配額不足而令這批巴士被迫分開出牌。首批巴士（ASV51-74）於2003年1月至5月期間出牌，而剩下車輛（ASV75-100）則需放置於九龍巴士屯門總修中心一年以上，才可於2004年9月起陸續出牌和投入服務。
ASV51-100於2016年12月全數更換LED光管照明。ASV75-100於2019年11月陸續加設電子路線圖。
2023年3月9日，最後一部富豪超級奧林比安10.6米巴士除牌退役，自此之後，香港再沒有10.6米的三軸雙層巴士，和裝配ALX500車身的巴士在香港服務。

##### AVW1-100

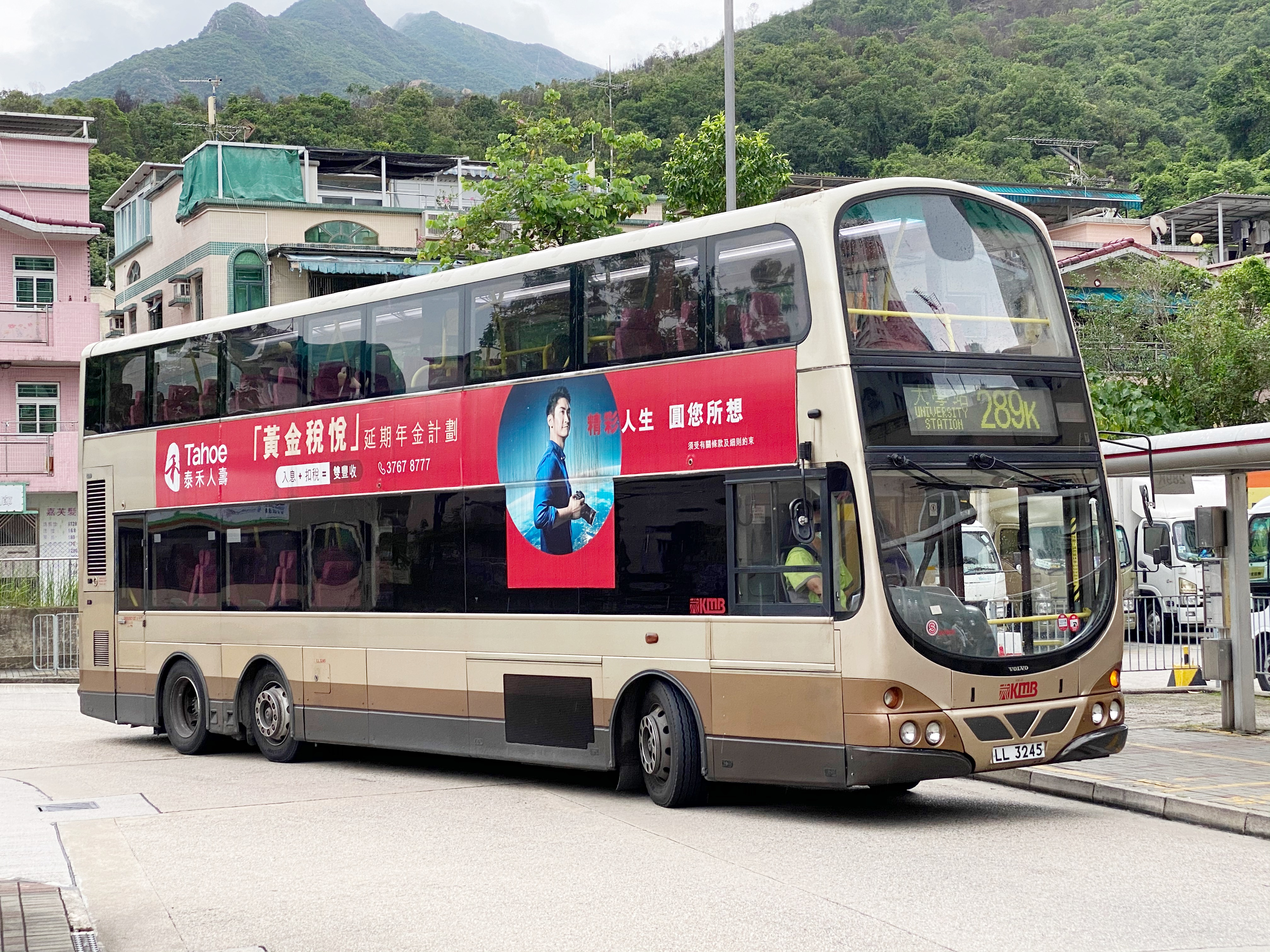
九龍巴士的一輛配Wright Explorer車身的富豪超級奧林匹克巴士（九龍巴士俗稱為前衛巴士）。

2003年，九龍巴士再加訂100部購買此型號巴士，但由於2003年起配搭直梯已經成為九龍巴士購買巴士的新標準。因此本批巴士改用Wrightbus製Explorer車身，車身大量使用誇張弧形線條，帶來新鮮的觀感，九龍巴士亦因而俗稱這批巴士為「前衛巴士」。機件上與歐盟三期同款巴士同樣使用富豪D10A-285 EM-EC01引擎配搭ZF Ecomat 5HP590五前速波箱，但引擎結合柴油廢氣催化技術，成為本港首款將廢氣排放標準接近歐盟四型標準的巴士。而本批巴士由於使用直梯設計，樓梯組件擴大令上層座位及下層座位各減少6名。首部巴士AVW1/KY2604配上樣辦車身，其後99輛車身經過修改。本批巴士為數100輛，其中有大部份車輛編入沙田車廠，主要行駛新界東路線，如71A、73、85B、85K、85M、86K、282、289K 等。亦有少量行走九龍東路線如9、13M、14、23M及203E線。
AVW於2016年9月全數更換LED光管照明。另外，AVW8-54、56-77、79-100於2019年9月陸續加設電子路線圖。
配Wright Explorer車身的富豪超級奧林匹克於2016年前，九龍巴士四廠路線均有其蹤影，但於2016年除AVW1/KY2604調往荔枝角車廠（L）外全數調往和九龍灣車廠（K）和沙田車廠（S），行黃大仙區、沙田、大埔、粉嶺及上水路線。
2018年2月10日（星期六）黃昏18:05左右，一輛馬場路線872（車隊編號AVW78，車牌LX9991）於沙田馬場開出往大埔中心後不久，於大埔尾巴士站（赤泥坪村對上，即中文大學入口附近）失事向左翻側，撞向山坡，造成19人（包括乙名於巴士站候車乘客）死亡，65人受傷。

##### 因意外而退役的富豪超級奧林比安
- 2008年3月31日，九龍巴士天慈車廠發生大火，意外中涉及五輛富豪超級奧林比安，除兩輛配亞歷山大ALX500車身的3ASV263（KH3743）和3ASV140（JZ5727）輕微損毀外，其餘三輛，包括兩輛配亞歷山大ALX500車身的3ASV49（車牌號碼JG5355）、3ASV311（車牌號碼KK2883）及一輛配Wright Explorer車身的AVW55（車牌號碼LP771）於火警中嚴重焚毀，而且於同年7月3日正式除牌退役。
- 2011年9月13日，慈雲山 (南) 總站發生縱火案，意外涉及一輛富豪奧林比安（3AV269）及兩輛12米富豪超級奧林比安，分別為3ASV75（車牌號碼JP5720）及3ASV181（車牌號碼KD4129）。其中3ASV181全車幾乎焚燬，3ASV75則右邊車身被燻黑及玻璃爆裂。最後3ASV75在2011年10月初復出行走，而3ASV181因無法修復而在同年10月14日正式除牌退役。
- 2012年2月1日，一輛行走690線的12米富豪超級奧林比安（3ASV304/KJ6035）於寶琳北路上斜近翠林路著火，全車嚴重焚毀，該車已於同年4月10日正式除牌退役。
- 2016年9月11日，一輛行走11B線的12米富豪超級奧林比安（3ASV61/JH4285）發生交通意外，車頭損毀，事後因車齡已高而不獲復修，提早於翌年1月5日正式除牌退役。
- 2017年6月26日，一輛行走298E線的12米富豪超級奧林比安（3ASV84/JR5856）發生交通意外，車頭損毀，事後因車齡已高而不獲復修，提早於7月14日正式除牌退役。
- 2017年6月29日，早上七時許，一輛行走3D線往觀塘（裕民坊）方向的富豪超級奧林比安（3ASV108/JV4186）駛至觀塘道近定富街時，疑司機頭暈不適，失控撞向右方燈柱及鐵欄，上層車頭座椅飛脫。巴士車長及一名乘客受傷送院。事後因損毀嚴重及車齡已高而不獲復修，提早於7月27日正式除牌退役。
- 2017年7月12日，一輛行走67M線往葵芳站方向的富豪超級奧林比安（3ASV57/JH3006）駛至屯門公路近深井時發生交通意外，車尾損毀，事後因車齡已高而不獲復修，提早於8月17日正式除牌退役。
- 2017年7月14日，下午三時許，一輛行走3D線往觀塘（裕民坊）方向的富豪超級奧林比安（3ASV193/KE6728）駛至斧山道天橋南行時壞車。尾隨一輛行走277X線往藍田站方向的Enviro500 MMC（ATENU304／SU3504）收掣不及撞上，27人受傷。涉事的（3ASV193／KE6728）事後因車尾損毀嚴重而不獲復修，提早於同年8月28日正式除牌退役，並隨即於同年10月送往劏車場拆毀。
- 2018年2月10日（星期六）黃昏18:05左右，一輛馬場路線872（車隊編號AVW78，車牌LX9991）於沙田馬場開出往大埔中心後不久，於大埔尾巴士站（赤泥坪村對上，即中文大學入口附近）失事向左翻側，撞向山坡，造成19人（包括1名於巴士站候車乘客）死亡，61人受傷。肇事巴士因年事已高，且超越13年大檢的上限而不作修復，提早於2020年7月27日正式除牌退役。
- 2018年11月17日：晚上七時許，一輛行走新界專綫小巴801線的專線小巴（LZ7145）由樂信徑右轉出樂景街時，遭一輛行走88K線往駿景園方向的富豪超級奧林比安（3ASV161／KC7800）撞到車尾，小巴繼而失控衝前撞毀路邊鐵欄。涉事兩車車頭損毀，擋風玻璃碎裂。事後肇事的3ASV161／KC7800及專線小巴（LZ7145）因車齡已高而不獲復修，提早退役。
- 2018年12月18日，一輛12米富豪超級奧林比安（3ASV190／KD8231）發生交通意外，事後因車齡已高而不獲復修，提早退役。
- 2019年1月18日，一輛12米富豪超級奧林比安（3ASV120／JX6847）發生交通意外，車頭損毀，事後因車齡已高而不獲復修，提早退役。
- 2019年1月30日，晚上十時許，一輛12米富豪超級奧林比安（3ASV468／KU4927）行走14X線時在高超道駛至近中電變電站附近時因故障停下，其後車尾機件懷疑因電線短路起火，消防到場將火救熄，巴士車尾及上層部份熏黑，無人受傷。事後該車因車齡已高而不獲復修，提早於同年5月10日正式除牌退役。
- 2019年5月8日，下午三時許，一輛12米富豪超級奧林比安（3ASV151／KC3742）行走W3線時在上水新運路駛至近上水站時撞到小巴車尾，巴士左邊車頭損毀。事後該車因車齡即將到達18年上限而不獲復修，提早於同月28日正式除牌退役。
- 2019年7月2日：上午11時許，一輛75K線往大埔墟站方向的富豪超級奧林比安（3ASV221／KF6062）駛至大埔汀角路近大貴街時與一輛豐田Coaster旅遊巴及一輛房車相撞，3人受傷。事後該車因左邊車頭損毀嚴重以及車齡即將到達18年上限而不獲復修，提早於同月25日正式除牌退役。
- 2019年12月17日：凌晨時分，一輛私牌的富豪超級奧林比安（3ASV351／KN4427）撞到突出的道路重鋪工程車輛，巴士右邊上層損毀。事後該車因車齡即將到達18年上限而不獲復修，提早於翌年1月7日正式除牌退役。

##### 車齡漸高，陸續退役
因年事已高，富豪超級奧林匹克巴士由2017年8月起進入退役潮，其中首批12米車輛（3ASV1-61）已於2017年11月14日全數退役，次批12米車輛（3ASV62-141）已於2019年4月3日全數退役，配歐盟三型引擎12米車輛（3ASV142-492）已於2020年12月19日全數退役，當中配Fainsa Cosmic座椅12米車輛更已於2020年5月全數退役，配傲群（Volgren）CR223LD車身的車輛已於2020年11月11日全數退役。最後一輛採用Alexander ALX500車身的富豪超級奧林比安12米（3ASV492/KW1624）亦於2020年12月19日退役；自此，九龍巴士492部3ASV現已全數光榮引退。
3ASV31／JF8398於2017年秋季退役曾暫借予消防處，在消防及救護學院用作隧道意外搶救訓練教材用途。使用完畢後，在11月底歸還九龍巴士，並與其他退役巴士停放於九龍巴士沙田車廠處理。
3ASV162／KC7884於2018年12月退役後，九龍巴士將其改裝成為上水車廠員工休息室。
首批10.6米車輛（ASV1-49）已於2019年5月全數退役，ASV50亦於2020年10月27日退役，而於2003年出牌的車輛（ASV51-74）在2021年1月起陸續到達18年車齡，ASV51-66率先於2021年1月初退役。由於10.6米短車數量減少，九龍巴士已於客量低但沒有用車限制，而營運上不適合使用短身巴士或單層巴士的路線改派12米巴士（主要為12米直梯巴士）以作取代。
至於配置Wright Explorer車身的富豪超級奧林比安，隨著有關型號車齡已高，於2021年開始踏入退役潮，首輛巴士AVW1／KY2604於2021年2月5日因機件故障，原本有消息指該車將不獲復修而提早退役，並於同日透過KMB Design公開招標出售。但九龍巴士決定將之復修，於2月18日晩上復出，並於翌月8日行畢234A及234B兩線後正式封車退役。
2022年，九龍巴士開始大規模為10.6米的富豪超級奧林比安（ASV）和配置Wright Explorer車身的12米版本（AVW）退役，以配合更新車隊的需要。不過，仍有2輛富豪超級奧林比安10.6米和7輛配置Wright Explorer車身的12米版本可以過渡至2023年。
2023年3月8日，最後一輛富豪超級奧林比安10.6米（ASV100／LV8402）於當日行駛11D線後封車退役。自此之後，本港所有設有潛望鏡、車長10.6米的三軸雙層巴士及採用亞歷山大ALX500車身的雙層巴士均已退出載客行列，而仍服役中的富豪超級奧林比安亦只剩下配置Wright Explorer車身的12米版本。
2023年7月31日，九龍巴士最後1輛配備Wright Explorer車身的12米巴士（AVW92／LZ8705）於當日行駛79K線後封車退役。象徵所有富豪超級奧林比安在香港的服務24年正式劃上句號，也象徵著利蘭、富豪奧林比安車系在香港42年的服役生涯正式完結。

##### 舊巴士及退役巴士捐贈計劃
- 3ASV30／JF8263，於2018年10月11日被捐贈予琵琶山保良局蔡繼有學校。
- 3ASV129／JX7797，於2019年3月1日被捐贈予位於元朗的中華基督教會基朗中學。
- 3ASV135／JX7966，於2019年3月28日被捐贈予金巴崙長老會耀道小學。
- 3ASV140／JZ5727，於2019年5月14日被捐贈予天水圍循道衛理中學。
- 3ASV142／KC2619，於2019年7月8日被捐贈予上水馬錦燦小學。
- 3ASV145／KC2949，於2019年7月19日被捐贈予金錢村何東學校。
- 3ASV150／KC3689，於2019年6月19日被捐贈予明愛馬鞍山中學。
- 3ASV163／KC8170，於2019年6月29日被捐贈予元朗公立中學校友會鄧英業小學。
- 3ASV179／KD3913，於2019年7月21日被捐贈予九龍灣聖若翰天主教小學。
- 3ASV201／KE7838，於2019年11月29日被捐贈予東華三院李東海小學。
- 3ASV262／KH2728，於2019年11月15日被捐贈予圓玄學院妙法寺內明陳呂重德紀念中學。
- 3ASV264／KH4299，於2019年11月17日被捐贈予寶血會思源學校。
- 3ASV436／KT3034，於2019年6月18日被捐贈予中國婦女會丘佐榮學校。
- ASV17／JY6520，於2019年7月11日被捐贈予將軍澳港澳相義會明道小學。

##### 公開招標出售退役B10TL
九龍巴士已於2021年1月8日曾於網上公開招標出售退役B10TL巴士，主要為最後一批退役配備ALX500車身12米版本的3ASV，亦有少量較早退役但一直留廠未處理的較早批次及首批歐盟三期10.6米版本，有關名單如下：
- 3ASV287 / KJ2052
- 3ASV289 / KJ2179
- 3ASV293 / KJ5327
- 3ASV301 / KJ4838
- 3ASV480 / KV5169
- 3ASV481 / KV5712
- 3ASV482 / KV5737
- 3ASV483 / KV5906
- 3ASV484 / KV6245
- 3ASV485 / KV6399
- 3ASV486 / KV6795
- 3ASV487 / KV7582
- 3ASV489 / KV8210
- 3ASV492 / KW1624
- ASV51 / KX2135
- ASV52 / KX2260
- ASV53 / KX2357

#### 新世界第一巴士

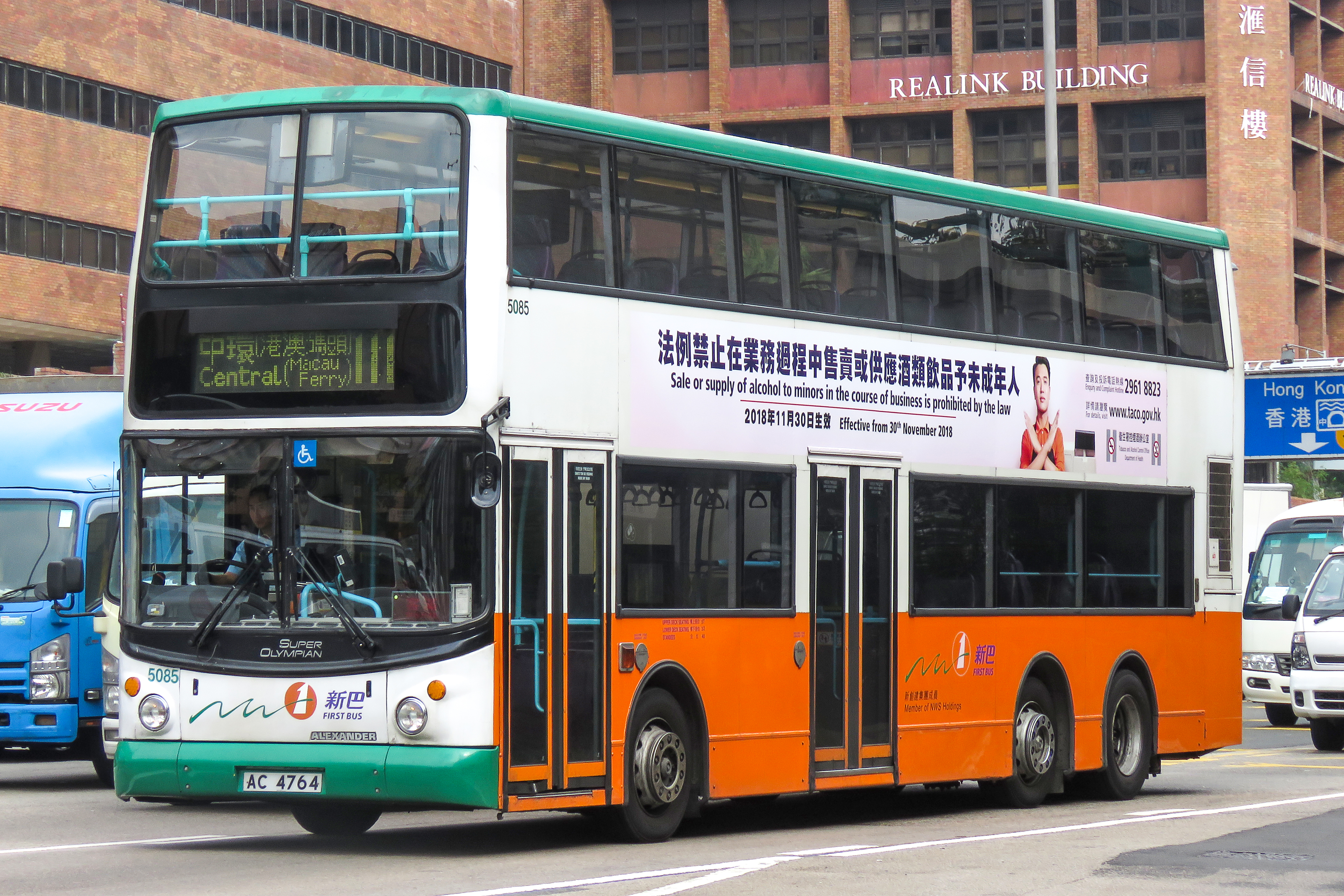
新巴12米富豪超級奧林匹克巴士

新世界第一巴士於1999年至2002年間分5批購買了共103輛12米版本的富豪B10TL超級奧林比安巴士，全數裝配英國亞歷山大ALX500車身。為了節省日後維修成本，車頭上下層擋風玻璃選用兩片式的擋風玻璃。與九龍巴士同款車輛不同，新世界第一巴士的富豪超級奧林比安巴士上層座椅數量為九龍巴士同款車輛少兩個、車頭客滿顯示燈放置於行車證旁、車尾車牌位置亦改為置於防撞桿上（九龍巴士同款車輛放置於路線顯示牌旁）。新世界第一巴士B10TL車隊其後已經陸續安裝選擇性催化還原器，使車輛的排放水平提升至歐盟四期標準。

##### 5001-5040
新世界第一巴士於1999年購入40輛富豪超級奧林比安巴士。機件方面，這批巴士採用富豪D10A-285歐盟二期引擎配搭ZF Ecomat 4HP590四前速波箱。與九龍巴士同期車輛不同，新世界第一巴士這批巴士採用了Hanover磁翻板顯示屏及Scandus無頭枕絨毛座椅。巴士兩邊車身設有共5處去水口。
5001 / JD4116為新巴第350部新巴士，此車投入服務初期於兩邊車身及車尾貼有宣傳廣告以展示其特別身份。
車隊編號上，5001 / JD4116（底盤編號：YV3S1E114XC050064）為新世界第一巴士之第一部富豪超級奧林比安巴士。但若依照底盤編號排序，5002 / JD3488（底盤編號：YV3S1E111XC050054）實際上比5001更前，亦因此此車車嘴除Alexander水牌同時貼有VOLVO水牌，更需將公司標誌及口號稍微上移以遷就水牌。
5005投入服務時車牌為JD5464，但後來因為被認為車牌數字「不吉利」而於2012年初更換原VA12車牌GE7388，為新巴唯一一輛投入服務途中更換車牌的富豪超級奧林比安巴士。
這批巴士原本於車身兩旁中軸及尾軸之間設有指示燈，於2003年起陸續拆除。在5090-5103陸續投入服務後，新世界第一巴士亦陸續為本批巴士於下層中、尾軸上方車窗加上橫向扶手。鑒於2006-2007年度發生連串巴士意外，新世界第一巴士配合運輸處有關加強雙層巴士營運安全的新建議，於2008年陸續為其更換上層首排座椅為Vogelsitze新世界第一巴士之色彩人造皮頭枕座椅。這批巴士投入服務約10年後，新世界第一巴士陸續為此批次的富豪超級奧林比安巴士進行中期翻新工程，並於2011年4月前翻新車內原有的Scandus座椅，將原有新世界第一巴士色絨毛改用NW字樣人造皮套。

##### 5041-5060
新世界第一巴士於2000年加訂20輛富豪超級奧林比安巴士。這批巴士大致上與前一批巴士相近，機件方面除5060/JY1603外這批巴士繼續沿用富豪D10A-285歐盟二期引擎配搭ZF Ecomat 4HP590四前速波箱，5060/JY1603則改用ZF Ecomat 5HP590五前速波箱。唯座椅則更改為Scandus無頭枕人造皮座椅，上車門旁路線顯示牌由懸掛於車窗左上角改為放置於車窗左下角、於右邊車身引擎室增設散熱網加強散熱效能及上層冷氣槽延伸至頭排座椅。由這一批巴士開始，巴士兩邊車身出廠時不再設有去水口。
這批巴士原本於車身兩旁中軸及尾軸之間設有指示燈，於2003年起陸續拆除。在5090-5103陸續投入服務後，新世界第一巴士亦陸續為本批巴士於下層中、尾軸上方車窗加上橫向扶手。鑒於2006-2007年度發生連串巴士意外，新世界第一巴士配合運輸處有關加強雙層巴士營運安全的新建議，於2008年陸續為其更換上層首排座椅為Vogelsitze新世界第一巴士之色彩人造皮頭枕座椅，新世界第一巴士中期亦陸續為本批巴士於右邊車上加上一處去水口。

##### 5061-5089
新世界第一巴士於2001年加訂29輛富豪超級奧林比安巴士，前後分兩批陸續出牌。這批巴士改用富豪D10A-285 EM-EC01歐盟三期引擎，配搭ZF Ecomat 5HP590五前速波箱，為新世界第一巴士首款採用歐盟三期引擎的巴士。車輛其他規格大致上與上一批車輛相同，唯由這批巴士開始下層改用新款太平門、頭軸改用Alcoa美國鋁業合金車輪及巴士出廠時車身兩旁中軸及尾軸之間已不設有指示燈。
5080-5086於出牌時已套上前中巴巴士/工程車曾使用的車牌，如下：
- 5080 / AC4723（前中巴Guy Arab V, 車隊編號：S19）
- 5081 / AH4134（前中巴Guy Arab V, 車隊編號：M41）
- 5082 / AH4072（前中巴Guy Arab V, 車隊編號：LS14）
- 5083 / CD2198（前中巴Dennis Jubilant, 車隊編號：DS1）
- 5084 / AD4589（前中巴Guy Arab V, 車隊編號：S1）
- 5085 / AC4764（前中巴Guy Arab V, 車隊編號：S25）
- 5086 / AH4194（前中巴Leyland Titan, 車隊編號：PD19）

5070／KC6983投入服務初期全車噴成並貼上「走出綠色環保路」主題的全車身廣告宣傳其為首款採用歐盟三期引擎的巴士。廣告其後於2004年落畫，保留原有的全橙色車身並貼上商業廣告繼續服務。此車曾於2011年開始被上全車身商業廣告，直至2015年貼上新世界第一巴士標準色全車身貼紙加上普通商業廣告直至退役。
在5090-5103陸續投入服務後，新世界第一巴士亦陸續為本批巴士於下層中、尾軸上方車窗加上橫向扶手。鑒於2006-2007年度發生連串巴士意外，新世界第一巴士配合運輸處有關加強雙層巴士營運安全的新建議，於2008年陸續為其更換上層首排座椅為Vogelsitze新世界第一巴士之色彩人造皮頭枕座椅。新世界第一巴士中期陸續為本批巴士於右邊車上加上一處去水口，服役尾期亦逐漸換走Alcoa車輪改回傳統鋼製車輪。

##### 5090-5103
新世界第一巴士於2002年加訂14輛富豪超級奧林比安巴士，為最後一批此型號的巴士。這批巴士沿用富豪D10A-285 EM-EC01歐盟三期引擎，配搭ZF Ecomat 5HP590五前速波箱。這批巴士出牌時已於下層中、尾軸上方車窗加上橫向扶手。由於此時Walter Alexander巴士車身廠經已併入由Mayflower集團同Henlys集團合資的TransBus International，這批巴士車身設計上有多處明顯改動：車尾太平窗位置下移、車尾路線顯示牌改為置頂、兩邊車身冷氣機組維修蓋擴大、車頭防撞桿設有霧燈預留位等等。這批巴士亦改用配置頭枕的Lazzerini City座椅。值得一提的是本批車輛由出牌至退役從未裝上任何巴士流動多媒體系統。
鑒於2006-2007年度發生連串巴士意外，新世界第一巴士配合運輸處有關加強雙層巴士營運安全的新建議，於2008年陸續為其更換上層首排座椅為Vogelsitze新世界第一巴士之色彩人造皮頭枕座椅，唯獨5101／KV1407的上層首排座椅實驗性試用了Fainsa Cosmic座椅。新世界第一巴士中期陸續為本批巴士於右邊車上加上一處去水口，服役尾期亦逐漸換走Alcoa車輪改回傳統鋼製車輪。

##### 因意外而退役的富豪超級奧林比安
- 2016年9月8日：5048／JV5708行走720A於西灣河（嘉亨灣）內發生意外撞向站內支柱，右側車身嚴重損毀，及後不獲維修，提早退役。
- 2019年8月19日：5077／KE8045行走694線往小西灣邨時，於柴灣道近東區醫院下斜時失控剷上行人路，及後因車齡即將到達18年大限，直接退役。

##### 車齡漸高，陸續退役
因年事已高，首批富豪超級奧林比安（5001-5040）已於2017年8月全數退役，5013／JD4965為新世界第一巴士首輛非因意外而正常退役的富豪超級奧林比安12米。
次批車輛方面，除了5048／JV5708因交通意外提早退役之外，其餘車輛隨著車齡漸高而於2019年2月全數退役，自此新世界第一巴士再沒有歐盟二期排放的巴士行走。
而餘下的歐盟三期批次，除了5077／KE8045因交通意外提早退役外，其餘車輛隨著車齡漸高於2019年6月下旬起踏入退役潮。同年8月27日，最後3輛富豪超級奧林比安（5072／KE7699、5076／KE7093及5079／KE7751）於當天上午分別行走106線及682線後回廠退役，自此所有新世界第一巴士富豪超級奧林比安均已退出載客行列，亦象徵香港專利巴士中，所有巴士的座椅皆設有頭枕。

##### 改裝為訓練巴士
2018年，新世界第一巴士的其中3輛富豪超級奧林比安（5098-5100）被改裝為訓練巴士以取代舊有的富豪奧林比安訓練巴士。此3輛巴士改編為T31-33，當中兩部更更換車牌，成為首批富豪超級奧林比安訓練巴士。
- 5098 / KU8643 → T31 / GC7776
- 5099 / KU9621 → T32 / HD8873
- 5100 / KV1902 → T33

##### 轉售予城巴非專利部
2018年7月起，新世界第一巴士將部分歐盟三期富豪超級奧林比安（5080-5097、5101-5103）轉售予城巴，以取代城巴非專利部面臨退役的富豪奧林比安11米／12米及丹尼士三叉戟12米，更新城巴非專利服務的巴士車隊。當中5086於2018年7月為首輛轉籍的富豪超級奧林比安，全數需轉售的富豪超級奧林比安已於2019年初完成交接工作。

##### 其他用途
5060／JY1603於2019年2月退役後，於同年4月被換上五月天演唱會的全車身廣告，並拆除上層大部份座位，並於同月30日抵達迪士尼演唱會場地外，用作演唱會保安指揮中心用途。

#### 城巴

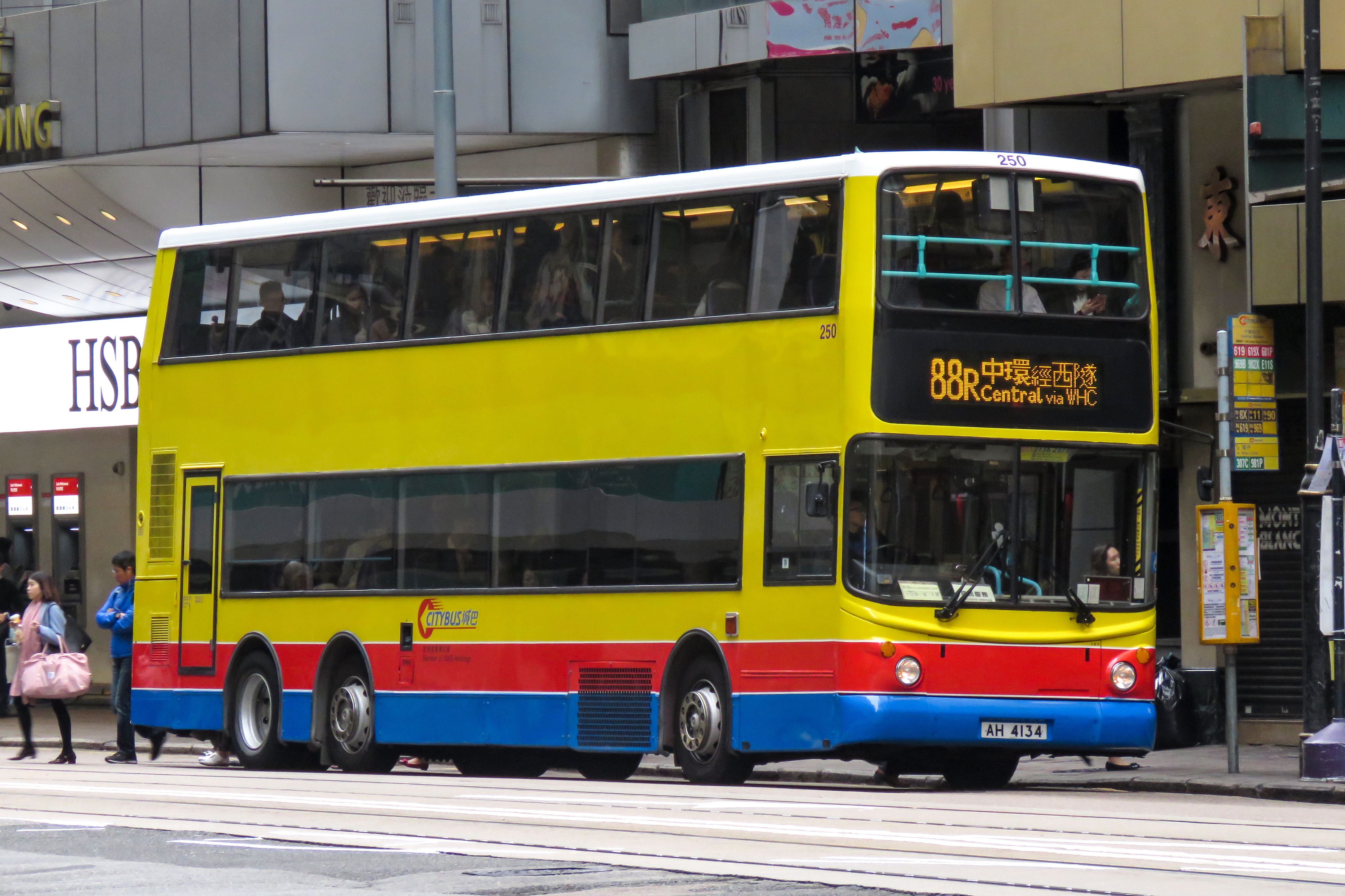
城巴富豪超級奧林匹克巴士

城巴非專利部於2018年7月起陸續接收前新世界第一巴士5080-5097、5101-5103，車隊編號改為249-269，緊接城巴10.4米富豪奧林比安巴士。而250／AH4134（前5081）於10月25日早上首航港鐵接駁巴士TKL4綫。

##### 249-258
更改車隊編號前為5080-5089，過檔城巴後除更改塗裝外並無大幅改動，除258 / HE152（前5089 / KJ3608）外所有車輛均保留原有車牌。
- 251 / AH4072（前5082）過檔城巴後換上Litevision出品橙色LED路線顯示牌，而車牌則被#8232繼承。
- 252 / CD2198（前5083）轉售後披上「要租車，Call城巴」復古廣告。塗裝其後於2020年被#9102繼承，而車牌則被#8219繼承。
- 258 / HE152（前5089 / KJ3608）轉售後漆上接近開篷巴士#1及#22的米白紅色車身，車牌亦改用城巴富豪奧林比安#575的車牌HE152。塗裝及車牌其後已於2020年被8222繼承。

本批巴士原使用Scandus無頭枕人造皮座椅，但由於沙田第一城居民投訴有關款式座椅坐感欠佳，城巴其後陸續為這批巴士加裝頭枕。

##### 259-269
更改車隊編號前為5090-5097及5101-5103，過檔城巴後除更改塗裝外並無大幅改動，所有車輛均保留原有車牌。
- 259 / KU4116（前5090）、262 / KU4964（前5093）及265 / KU7650（前5096）轉售後披上自家招聘廣告。
- 267 / KV1407（前5101）轉售後披上「車長乘客 互敬互諒」廣告。
- 260 / KU4339（前5091）、261 / KU5966（前5092）、266 / KU7052（前5097）、268 / KV3603（前5102）及269 / KV2768（前5103）過檔城巴後換上Litevision出品橙色LED路線顯示牌。

### 新加坡
B10TL的另一個目標市場是新加坡，富豪巴士的勁敵丹尼士車廠雖然憑著三叉戟三型，首次成功打入新加坡的雙層巴士市場，但B10TL仍然保持富豪巴士在當地的優勢拿下52輛訂單，三叉戟三型則只取得20輛訂單。

#### 新捷運

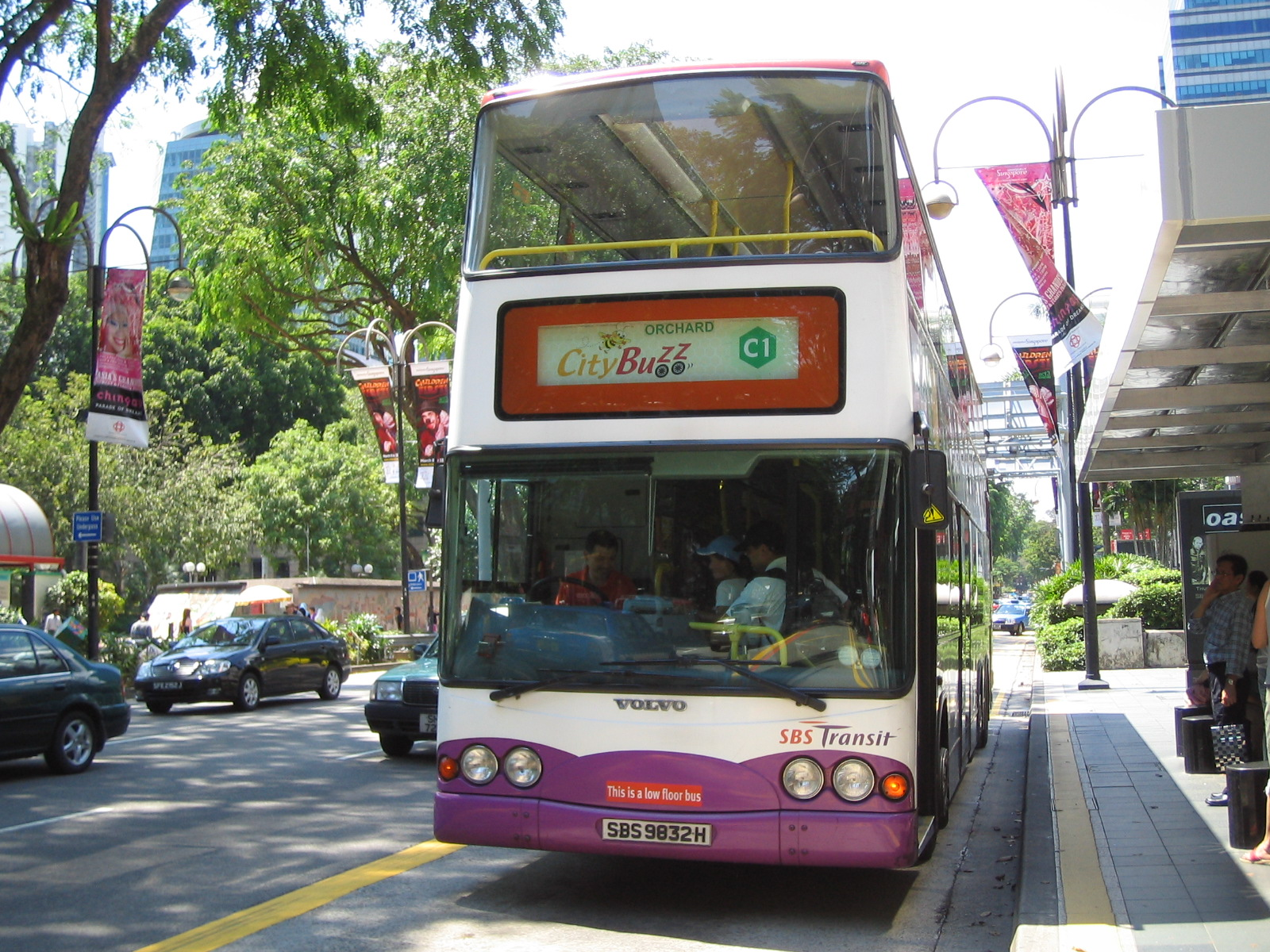
新加坡新捷運的富豪超級奧林匹克巴士。

新加坡巴士公司（即現時的新捷運）於1999年接收一輛配澳洲Volgren CR222LD車身及Voith波箱的富豪超級奧林匹克樣辦巴士，車牌為SBS9888Y，這輛B10TL是新加坡首輛低地台雙層巴士，但不設輪椅位。後來新捷運在2002年至2005年間增購51輛超級奧林匹克巴士，其中50輛配澳洲Volgren CR222LD車身，車牌為SBS9800A-SBS9849K。該批車車尾不設路線牌箱亦不設尾窗，完全密封；另外一輛配新加坡康福德高工程私人有限公司（ComfortDelGro Engineering）車身，車牌為SBS9889U。
新加坡首輛B10TL巴士SBS9888Y，於2010年3月7日凌晨在宏茂橋巴士總站著火焚毀而提早退役。至於量產版B10TL巴士因年事已高於2019年開始踏入退役潮，SBS9800A為首輛正常退役的量產版B10TL巴士，於同年5月29日在廢車場拆毀，全部Volgren車身的車輛已於2020年4月退役，而配新加坡康福德高工程私人有限公司（ComfortDelGro Engineering）車身(SBS9889U)則提早於2020年12月3日退役，全數由猛獅A95取代。
其中一輛車牌SBS9844Z的巴士，被香港的巴士迷購入保存，乘坐車船HOEGH ST PETERSBURG於2020年8月3日抵港。

## 後繼車型
富豪車廠把B10TL視為過渡性產品，B10TL的設計完成後，就繼續研發奧林比安系列的後繼車款B9TL。富豪巴士原本不打算生產歐盟三期規格的D10A引擎，並計劃2001年停產B10TL，改為生產新設計的B9TL，但由於B9TL的引擎開發出現延遲，只能延續B10TL的生產線，並將D10A引擎提升為歐盟三期。2003年，富豪車廠正式推出新開發的B9TL，作為過渡性產品的B10TL便正式停產，改為生產B9TL。

### 同廠車型
- 富豪奧林比安
- 富豪B9TL
- 富豪B8L

### 主要競爭車型
- 丹尼士三叉戟三型
- 亞歷山大丹尼士Enviro 500
- 亞歷山大丹尼士Enviro 500 MMC
- 猛獅24.310
- 猛獅24.350
- 猛獅A95
- Neoplan Centroliner
- 斯堪尼亞K94UB
- 斯堪尼亞K280UD

### 其他
- 大埔公路雙層巴士翻側事故：肇事車型即為一輛配 Wright Explorer車身的富豪超級奧林比安(AVW78/LX9991)

## 外部連結
- 香港巴士大典上的相关条目：富豪超級奧林比安